# Marie Barbieux
Marie Barbieux, née le 12 août 1991 à Caen, est une joueuse française de water-polo.
Elle est vice-championne de France avec l'Olympic Nice Natation en 2014.